# باشگاه هندبال رئال مادرید
باشگاه هندبال رئال مادرید (به اسپانیایی: Real Madrid Balonmano) بخش هندبال رئال مادرید بود. این تیم در لیگ آسوبال، مسابقات قهرمانی ملی هندبال اسپانیا، میان سال ایجاد آن – ۱۹۵۲ – تا سال ۱۹۵۹ که تیم منحل شد، شرکت کرد. رئال مادرید بخشی از هر دو کد هندبال موجود در آن زمان، "۱۱" (۱۱ بازیکن در هر تیم) و "۷" (۷ بازیکن) را گرفت.

## تاریخچه
رئال مادرید بالونمانو یا رئال مادرید بی ام که در سال ۱۹۵۲ ایجاد شد، به همراه رقیبش اتلتیکو مادرید بی.ام. این تیم در فصل ۱۹۵۲–۱۹۵۳ لیگ ASOBAL (لیگ برتر هندبال کشور، سازماندهی شده توسط "Asociación de Clubes de Balonmano de España" - ASOBAL) قهرمان شد.
اگرچه رئال مادرید در سال‌های پیاپی مبارزات خوبی انجام داد، اما باشگاه تصمیم گرفت این بخش را در سال ۱۹۵۹ ببندد

## عرصه‌های خانگی
| شهر    | نام آرنا | مدت       |
| ------ | -------- | --------- |
| مادرید |          | ۱۹۵۲–۱۹۵۹ |

## عناوین
- لیگ آسوبال (۱): ۱۹۵۲–۵۳